# No Balance Palace
No Balance Palace är det femte musikalbumet av Kashmir. Albumet släpptes den 10 oktober 2005 på Sony Records och blev inspelat i både Köpenhamn och i New York. På albumet medverkar David Bowie på låten "The Cynic" och Lou Reed på "Black Building".

## Låtlista
1. "Kalifornia" - 5:27
2. "Jewel Drop" - 4:20
3. "The Cynic" - 4:23 (med David Bowie)
4. "Ophelia" - 3:56
5. "Diana Ross" - 0:31
6. "The Curse of Being a Girl" - 3:39
7. "She's Made of Chalk" - 5:06
8. "Ether" - 5:21
9. "Snowman" - 3:14
10. "Black Building" - 1:58 (med Lou Reed)
11. "No Balance Palace" - 8:03